# Anni 1420
Gli anni 1420 sono il decennio che comprende gli anni dal 1420 al 1429 inclusi.

## Eventi, invenzioni e scoperte
- 1420: Conquista Portoghese di Madera.